# Geralda Jakob

Geralda Jakob (Donjara kod Carevdara, 17. srpnja 1906. -  jama Jazovka, 15. svibnja 1945.) - hrvatska katolička redovnica, sestra milosrdnica, žrtva jugoslavenskog komunističkog režima. Pokrenut je postupak beatifikacije s. Geralde, zajedno s još šest susestara koje su bile žrtve mučeništva.
Rođena je kao Ana Jakob 17. srpnja 1906. u Donjari kod Carevdara, u današnjoj Koprivničko-križevačkoj županiji. U Družbu sestara milosrdnica stupila je 31. kolovoza 1925. godine. Privremene redovničke zavjete položila je 21. prosinca 1927., a doživotne 21. prosinca 1931. godine u Zagrebu. Geralda joj je redovničko ime. Poslije zavjetovanja poslali su je u Gradsku ubožnicu kao bolničarku. Radila je i u psihijatrijskoj bolnici Vrapče, na teškoj dužnosti, s umobolnim pacijentima.
U psihijatrijsku bolnicu Vrapče, partizani su dovodili ranjene hrvatske vojnike. Nakon što bi ih usmrtili, bacali su ih u kamione i odvozili u Jazovku i u druge masovne grobnice.
Tri sestre su to, a među njima i sestra Geralda, na svoju nesreću vidjele. Kako bi ih ušutkali, komunisti su odlučili ubiti svjedokinje tih događanja, s. Geraldu Jakob, s. Konstantinu Mesar te s. Liphardu Horvat.
U monografiji Sestre milosrdnice, I. (1996.) postoji tek jedna rečenica o trima mučenicama koje su završile u Jazovki:
U noći 15. svibnja 1945. godine, tri sestre: s. Geralda Jakob, s. Konstantina Mesar i s. Lipharda Horvat odvedene su u nepoznatom pravcu i nikad se više o njima nije moglo ništa doznati...
U Gospiću je gospićko-senjski biskup Zdenko Križić na 72. godišnjicu mučeničke smrti sestre Žarke Ivasić svečano otvorio postupak beatifikacije ili proglašenja mučeništva službenica Božjih sestre Žarke Ivasić i šest susestara mučenica (s. M. Kornelije Horvat, s. Lipharde Horvat, s. Geralde Jakob, s. Konstantine Mesar, s. Trofime Miloslavić i s. Blande Stipetić) iz Družbe sestara milosrdnica svetog Vinka Paulskoga – Zagreb, koje su stradale od komunističkog režima iz mržnje prema vjeri.